# Бентли, Джон (футбольный тренер)
Джон Джеймс Бе́нтли (англ. John James Bentley; июнь 1860, Чапелтаун, Ланкашир, Англия — сентябрь 1918, там же) — английский футболист и футбольный тренер. Играл за клуб «Тертон», в котором был капитаном, а впоследствии работал секретарём, казначеем и президентом «Тертона». Также был секретарём клубов «Болтон Уондерерс» и «Манчестер Юнайтед», президентом Футбольной лиги и вице-президентом Футбольной ассоциации Англии.

## Карьера
Свой первый матч за «Тертон» 18-летний Джон Бентли провёл в ноябре 1878 года против «Уэстхотена». Он выступал на позиции хавбека.
С 1879 года Бентли писал отчёты о футбольных матчах и посылал их в местные газеты. Он описывал матчи «Тертона» под псевдонимом «Свободный критик» (Free Critic), очень критически оценивая собственные выступления. Его отчёты публиковались в болтонской ежедневной газете Cricket and Football Field.
В сентябре 1880 года «Дарвен» и «Тертон» основали Футбольную ассоциацию Ланкашира. В неё также были приглашены клубы, входящие в Футбольную ассоциацию Манчестера, а также «Болтон Уондерерс», Коб Уолл» (Блэкберн), «Блэкберн Роверс», Футбольную ассоциацию Берча, «Эстли Бридж» и другие.
В 1881 году Бентли был капитаном команды, когда «Шеффилд Уэнсдей» сыграл с «Тертоном» матч Кубка Англии. Вскоре он стал секретарём, а затем и казначеем «Тертона».
В 1882 году 22-летний Бентли стал бухгалтером в Болтоне. Его бизнес развивался, и к 1885 году он завершил свою футбольную карьеру, став сборщиком налогов и секретарём «Болтон Уондерерс».
В 1886 году Бентли покинул Болтон и переехал в Манчестер, где стал редактором газеты The Athletic News. Он стал регулярным колумнистом таких изданий как Daily Express, Daily Mail  и Football chat.
В 1887 Уильям Макгрегор связался с Джоном Бентли и сообщил об основании Футбольной лиги, так как Бентли имел большое влияние в Футбольной ассоциации Ланкашира. Бентли стал одним из членов комитета основателей Футбольной лиги, а в 1894 году, после отставки Макгрегора, стал президентом Футбольной лиги. Он занимал этот пост до 1910 года.
В 1912 году Бентли покинул «Болтон Уондерерс» и стал секретарём «Манчестер Юнайтед». Под его руководством клуб поправил своё финансовое положение. Однако он не был футбольным тактиком, как его предшественник Эрнест Мангнэлл, мало интересуясь управлением командой и предоставляя футболистам выступать по их собственному усмотрению. В результате этого клуб выбыл из категории соискателей чемпионского титула в нижнюю часть таблицы и едва избежал вылета, после чего Бентли передал руководство командой Джеку Робсону. Он работал в администрации «Манчестер Юнайтед» до 1916 года, после чего покинул клуб из-за проблем со здоровьем.
Он также стал вице-президентом Футбольной ассоциации.

## Личная жизнь
Джон Бенли родился в июне 1860 года в Чепелтауне, маленькой деревеньке к югу от Даруэна, между Болтоном и Блэкберном. Его отец был владельцем бакалейной лавки в Чепелтауне.
Джон был женат, у него было трое детей.
Джон Джеймс Бентли умер в возрасте 58 лет и был похоронен в Чепелтауне в сентябре 1918 года.